# Eduard Rüppell
Eduard Rüppell teljes nevén Rüppel Wilhelm Peter Eduard Simon Rüppell (Majna-Frankfurt, 1794. november 20. – Majna-Frankfurt, 1884. december 10.) német természettudós, Észak-Afrika kutató. Természettudományos kutatásai az állattan, az ásványtan és a földrajz területén jelentősek. Zoológiai szakmunkákban nevének rövidítése: „Rüppell”.

## Élete
1794. november 20-án Majna-Frankfurtban született. Apja gazdag bankár volt és őt is szerette volna az üzleti életbe bevezetni. Iskoláit Franciaországban, Svájcban, Angliában és Itáliában végezte. Johann Ludwig Burckhardt hatására kezdett természettudománnyal foglalkozni. 1817-ben Egyiptomba utazott a Szinai tájékára, amiről a Hammer-féle Fundgruben des Orients 5. kötetében írt. Ez az útja apja szándéka ellenére érdeklődését teljesen a természettudomány felé fordította.
1822-27-ben beutazta Núbiát, Szennart, Kordofánt és Arábiát az erről a gyűjtőútról Reisen in Nubien, Kordofan und dem Peträischen Arabien (Frankfurt, 1829) címmel írt tanulmány valamint az itt gyűjtöttek alapján készült az Atlas zur der Reise im nördlichen Afrika (uo. 1826-31). Az atlaszhoz távolléte során a hazajutatott anyagot Philipp Jakob Cretzschmar rendszerezte.
Ő volt Abesszíniában (ma Etiópia) az első természettudományos felfedező. Második útjánál 1830 végén Livornóból Egyiptomba ment, 1833 februárjában Gondarba, Abesszíniába érkezett és onnan 1834-ben tért vissza. Gyűjtéseit nem tartotta meg magának, hanem különböző intézeteknek és múzeumoknak ajándékozta.

## Munkái
- Atlas zu der Reise im nördlichen Afrika. Brönner, Frankfurt, 1826–1828
- Reise in Nubien, Kordofan und dem peträischen Arabien vorzüglich in geographisch-statistischer Hinsicht. Friedrich Wilmans, Frankfurt am Main, 1829
- Reise in Abyssinien. (2 köt. és atlasz Schmerber, Frankfurt,  1838–1840)
- Neue Wirbelthiere zu der Fauna von Abyssinien gehörig. Schmerber, (13 füzet, Frankfurt, 1835–1840)
- Beschreibung und Abbildung der Schaumünzen, welche zum Angedenken von Bewohnern Frankfurts gefertigt wurden. Adelmann, Frankfurt, 1855

## Rüppellről elnevezett állatfajok
Munkássága előtt tisztelegve hetvenkilenc állat-és növényfajt neveztek el róla.
- Rüppell-túzok (Eupodotis rueppellii)
- Rüppell-rigó (Myrmecocichla melaena)
- Rüppell-csicsörke (Serinus tristriatus)
- Rüppell kékfarú papagája vagy angolai szürkepapagáj (Poicephalus rueppellii)
- homoki róka (Vulpes rueppellii)
- Uszályos fényseregély vagy Rüppell hosszú farkú seregély (Lamprotornis purpuroptera)
- Rüppell-patkósdenevér (Rhinolophus fumigatus)
- Karvalykeselyű (Gyps rueppellii)
- Feketetorkú poszáta (Curruca ruppeli)
- Scoteanax rueppellii
- Pipistrellus rueppellii
- Ablepharus rueppellii